# Microorganism

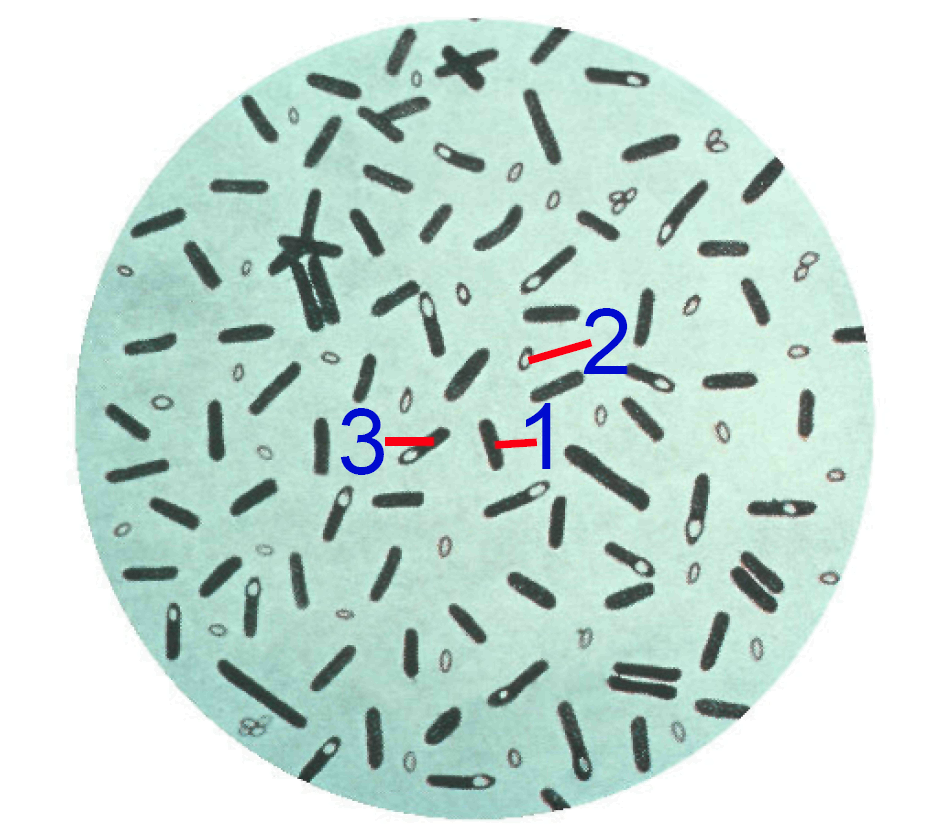
Un microorganism bacterian Clostridium botulinum, agent patogen al botulismului, văzut sub microscop. 1. Bacterie, formă vegetativă; 2. Spor liber; 3. Bacterie cu un endospor.

Microorganismele (derivat din greacă mikros, μικρός = mic + latină  organismus = organism) sunt organisme microscopice vegetale și animale de dimensiuni mici,  invizibile cu ochiul liber (dar care pot fi văzute cu ajutorul microscopului optic și electronic), în general, unicelulare, cu structură internă relativ simplă. Trăiesc în sol, în apă, în aer, în corpul plantelor sau al animalelor și pot fi saprofite sau patogene pentru organismul în care se dezvoltă. Termenul de "microorganisme" este lipsit de semnificație taxonomică. Microorganismele includ un grup vast și heterogen de organisme cu morfologie, activitate biologică și poziție sistematică diferite: bacterii, arhee, fungi microscopici (mucegaiuri și levuri), microalge (alge microscopice) și protozoare. Virusurile și agenții infecțioși subvirali (viroizi, virino, virusoizi, prioni) nu sunt considerate microorganisme de mai mulți microbiologi.
Termenul de "microb" (gr. μικρός = mic + βίος = viață), care este adesea considerat ca sinonim al microorganismelor, a fost propus de chirurgul Charles Sédillot (1804-1883), care l-a folosit prima dată în 1878 în comunicarea "Despre influența lucrărilor D-lui Pasteur asupra dezvoltării chirurgiei" prezentată Academiei de Științe din Paris. Deși acceptat de filologi și medici, termenul de microb nu a pătruns în mediul academic al microbiologilor din România.  În medicină termenul de microb este un termen uzual, sub care se înțelege de obicei o bacterie patogenă (care provoacă boli, infecții), în contrast cu un virus patogen. În unele dicționarele obișnuite (nu de specialitate) engleze și franceze denumirea de "microbi" se referă la microorganismele (mai ales bacterii) care provoacă boli sau fermentații.